# Enfermedad del filum
La Enfermedad del Filum (también conocida como  Síndrome Neuro-Cráneo-Vertebral) consiste en una tracción anormal de todo el sistema nervioso central, vehiculada por un filum terminal aparentemente normal, ante un crecimiento asincrónico entre la columna vertebral y la médula espinal como parte del sistema nervioso central, de causa congénita.
El concepto de Enfermedad del Filum se ha propuesto por un grupo de autores liderados por el Dr. Miguel B. Royo Salvador, para agrupar el conjunto de varias condiciones patológicas, antes consideradas idiopáticas: el Síndrome de Arnold Chiari I, la Siringomielia y la Escoliosis idiopáticas, la Platibasia, la Impresión Basilar, el Retroceso Odontoideo y la Angulación del Tronco cerebral.

## Epidemiología
Todavía no existen estudios que definan la epidemiología de la Enfermedad del Filum, pero ésta se puede observar en parte a través de los datos epidemiológicos del Síndrome de Arnold Chiari I, de la Siringomielia y de la Escoliosis idiopáticas.

## Etiología
La Enfermedad del Filum es congénita y hereditaria, aunque todavía no existen estudios que hayan identificado los genes responsables de su transmisión.
Los enfermos heredan las condiciones para que se genere un conflicto mecánico entre el neuroeje y el neuroraquis durante la etapa embrionaria del desarrollo. Dependiendo del grado de desarmonía en el crecimiento de la médula espinal y columna vertebral, la enfermedad se expresa más o menos intensamente durante el desarrollo posterior.
Según la magnitud de la tracción caudal que todo esto transmite al sistema nervioso, los efectos de la transmisión congénita de la enfermedad dentro de una familia pueden variar en cada miembro de la misma entre: el descenso o el impacto en el agujero occipital de las amígdalas cerebelosas, la desviación lateral o antero-posterior de la columna vertebral, la formación de cavidades quísticas o siringomiélicas en la médula espinal, las malformaciones craneales mencionadas o varias combinaciones de estas expresiones de la Enfermedad del Filum.
La Enfermedad del Filum es a su vez la causa etiológica de: el Síndrome de Arnold Chiari I, la Siringomielia y la Escoliosis idiopáticas, la Platibasia, la Impresión Basilar, el Retroceso Odontoideo, la Angulación del Tronco cerebral.

## Cuadro clínico
La Enfermedad del Filum se manifiesta en cada caso con un cuadro clínico distinto, con los síntomas correspondientes a las lesiones o malformaciones provocadas por el mecanismo de tracción anómalo – en la médula espinal, el tronco cerebral, el encéfalo, el cráneo y la columna vertebral. Los síntomas más comunes pueden ser cefaleas, lumbalgias, cervicalgias, alteración del equilibrio, parestesias u hormigueos. 
Los signos neurológicos más frecuentes consisten en alteraciones de los reflejos osteotendinosos en las extremidades superiores o en los inferiores, de los reflejos cutáneo-plantares, disminución de la fuerza de prensión en las manos, alteración de la sensibilidad térmica, táctil y desviación de la úvula y/o de la lengua. 
Los cambios visibles en el diagnóstico por imagen de la Enfermedad del Filum, que se detectan con más frecuencia en los casos observados, son el descenso de las amígdalas cerebelosas, el nivel del cono medular bajo, la escoliosis idiopática, las cavidades siringomiélicas y múltiples discopatías.

## Tratamiento
Es evidente que el cambio de paradigma a nivel diagnóstico que representa el concepto de Enfermedad del Filum, también presupone un cambio importante para los enfermos en las propuestas terapéuticas y de tratamiento que se suelen ofrecer para cada una de las patologías del conjunto consideradas por separado.
La solución que se propone y se aplica actualmente para corregir o prevenir las anomalías que conlleva la enfermedad lo antes posible, consiste en la intervención quirúrgica de Sección del Filum Terminale. Se puede hacer por un procedimiento mínimamente invasivo dirigido a la liberación de esta estructura fibrosa, el filum terminale, justo por encima de su inserción coccígea, como una alternativa a muchas técnicas quirúrgicas complejas y de alto riesgo, diseñadas para tratar las patologías del conjunto.